# نوفيللو (بيدمونت)
نوفيللو هي بلدية في مقاطعة كونيو في منطقة بيدمونت الإيطالية، وتقع على بعد 60 كيلومتر (37 ميل) جنوب شرق تورينو وقرابة 40 كيلومتر (25 ميل) شمال شرق كونيو. اعتبارًا من 31 ديسمبر 2004، كان عدد سكانها 968 نسمة ومساحتها 11.6 كيلومتر مربع (4.5 ميل2).
تقع نوفيللو على حدود البلديات التالية: بارولو، ليكيو تانارو، مونكييرو، مونفورتي دي ألبا، نارزولي.

## العلاقات الدولية
نوفيللو مدينة توأم مع:
- كريستينستاد، فنلندا